# Ptenochirus jagori
Ptenochirus jagori es una especie de murciélago de la familia Pteropodidae.

## Distribución geográfica
Es endémica de las Filipinas.